# Bruno Ekblom
Bruno Christian Ekblom, född 11 mars 1900 i Adolf Fredriks församling, Stockholm, död 27 april 1984 i Matteus församling, samma stad, var en svensk dekorationsmålare och konstpedagog.
Ekblom studerade vid Konsthögskolan i Stockholm 1922–1925 och var därefter verksam som dekorationsmålare. Bland hans mest uppmärksammade dekorationsmålningar är väggmålningarna på restaurang Flustret i Uppsala 1939 samt skofabrikör Ströms fastighet Solgården i Kumla där han i trapphuset målade marmoreringar som övergår till motiv föreställande människor och djur samt dekorarbeten vid Dramaten i Stockholm och konserveringsarbeten i Kina slott på Drottningholm. Han var lärare i dekorationsmåleri vid Konstfackskolan i Stockholm.
Bruno Ekblom var son till Axel Ekblom och Theresia Jansson samt bror till Sven Ekblom.
Bruno Ekblom är begravd på Norra begravningsplatsen utanför Stockholm.